# Clematis erectisepala
Clematis erectisepala är en ranunkelväxtart som beskrevs av L.Xie, J.H.Shi och L.Q.Li. Clematis erectisepala ingår i släktet klematisar, och familjen ranunkelväxter. Inga underarter finns listade i Catalogue of Life.